# Эра вампиров (фильм, 2002)
«Эра вампиров» (англ. The Era of Vampires) — фильм ужасов 2002 года режиссёра Уэллсона Чина, по сценарию Цуй Харка. Мировая премьера картины состоялась 23 мая 2003 года. Пародия на фильм ужасов с примесью боевых искусств и комедии. Картина имеет рейтинг «R».
По сюжету картины, мастер Джанг со своими учениками Дождём, Громом, Молнией и Ветром путешествуют по древнему Китаю охотятся на вампиров и однажды встречают их короля, в завязавшейся битве мастер пропадает, но приходит на помощь ученикам, когда они в нём больше всего нуждаются.
Принято считать, что вампиры и зомби представляют собой два разных вида, но в этой картине они объединены в один, которым не приносит вред кресты, чеснок или осиновые колья.
Картина представляет собой китайский фильм с элементами мистики и боевых искусств, типичных для периода 70-х годов ХХ столетия.

## Сюжет
Мастер и его четыре ученика Дождь, Гром, Молния, Ветер путешествуют по древнему Китаю борясь с вампирами. Они встречают могущественного вампира, в схватке с которым гибнут многие солдаты, а мастер пропадает без вести. Ученики решают продолжить дело учителя. Прибыв в небольшой городок они узнают что местный влиятельный человек умер, хотя обычно умирали его жены в первую брачную ночь. Ученики остаются в городе что бы найти и убить вампира. Работают под видом обслуживающего персонала, собирая сведения. В решающий момент появляется их учитель и спасает их. Вместе они с большим трудом побеждают древнее зло.

## В ролях
- Кен Чанг — Хей
- Майкл Ман-Кин Чоу — Фат
- Лам Сует — Канг
- Дэнни Чан — Чой
- Юй Жунгуан — мастер Джанг